# إد كيليان
إد كيليان (بالإنجليزية: Ed Killian) هو لاعب كرة قاعدة أمريكي، ولد في 12 نوفمبر 1876 في راسين في الولايات المتحدة، وتوفي في 18 يوليو 1928 في ديترويت في الولايات المتحدة.

## وصلات خارجية
- إد كيليان على موقعبيزبول رفرنس.كوم (الدوري الرئيسي) (الإنجليزية)
- إد كيليان على موقعبيزبول رفرنس.كوم (الدوري الثانوي) (الإنجليزية)
- إد كيليان على موقع جمعية أبحاث البيسبول الأمريكية (الإنجليزية)